# Pedi
De Pedi, ook bekend als Bapedi, Marota en Noord-Sotho, zijn een bevolkingsgroep in het noordoosten van Zuid-Afrika. De Pedi spreken het Noord-Sotho als moedertaal.

## Geschiedenis
De Pedi migreerden zo'n 500 jaar geleden vanuit Centraal-Afrika naar hun huidige vestiging. Het Pedirijk bloeide aan het begin van de 19e eeuw onder koning Thulare, maar werd verslagen door Mzilikazi, leider van de Matabele. Ze wisten zich gedurende de eeuw te verzetten tegen de Boeren, maar werden onder leiding van koning Sekhukhune uiteindelijk onderworpen door de Britten in 1879.
Ten tijde van de apartheid leefden de Pedi in de Bantoestan Lebowa.
Afrikaners · Anglo-Afrikanen · Aziaten (Chinezen en Indiërs) · Basotho · Griekwa · Kaap-Maleiers · Kleurlingen · Khoisan · Pedi · Tsonga · Swazi · Tswana · Venda · Xhosa · Zoeloes · Zuid-Ndebele